# Funzione di Liouville
In teoria dei numeri, la funzione di Liouville, indicata con {\displaystyle \lambda (n)} e così chiamata in onore di Joseph Liouville, è una funzione aritmetica completamente moltiplicativa definita come
{\displaystyle \lambda \left(n\right)=\left(-1\right)^{\sum _{k=1}^{r}e_{k}},}
dove si intende che {\displaystyle n} sia un intero positivo e la sua fattorizzazione sia
{\displaystyle n=\prod _{k=1}^{r}p_{k}^{e_{k}}.}
Equivalentemente, la funzione di Liouville si può definire come:
{\displaystyle \lambda (n)=(-1)^{\Omega (n)},}
dove {\displaystyle \Omega (n)} è il numero di fattori primi di {\displaystyle n,} contati nella loro molteplicità.
Dal momento che {\displaystyle \Omega (n)} è additiva, {\displaystyle \lambda } è completamente moltiplicativa. Inoltre {\displaystyle \Omega (1)=0} e quindi {\displaystyle \lambda (1)=1.} La funzione di Liouville soddisfa le seguenti identità:
{\displaystyle \sum _{d|n}\lambda (d)={\begin{cases}1,&{\text{se }}n{\text{ è un quadrato perfetto}},\\0,&{\text{altrimenti}}.\end{cases}}}
La funzione di Liouville è collegata alla funzione zeta di Riemann dalla seguente formula:
{\displaystyle {\frac {\zeta (2s)}{\zeta (s)}}=\sum _{n=1}^{\infty }{\frac {\lambda (n)}{n^{s}}}.}
La serie di Lambert per la funzione di Liouville è
{\displaystyle \sum _{n=1}^{\infty }{\frac {\lambda (n)q^{n}}{1-q^{n}}}=\sum _{n=1}^{\infty }q^{n^{2}}={\frac {1}{2}}\left(\vartheta _{3}(q)-1\right),}
con la somma a sinistra che è un caso particolare della funzione theta di Ramanujan e {\displaystyle \vartheta _{3}(q)} è una delle funzione theta di Jacobi.
La funzione di Liouville è correlata alla funzione di Möbius dalla seguente identità:
{\displaystyle \lambda (n)=\sum _{d^{2}|n}\mu \left({\frac {n}{d^{2}}}\right).}

## Congetture
Pólya congetturò che
{\displaystyle L(n)=\sum _{k=1}^{n}\lambda (k)\leq 0,}
per {\displaystyle n>1} (congettura di Pólya). Ciò si rivelò essere falso essendo {\displaystyle n=906150257} un controesempio (trovato da Minoru Tanaka nel 1980). Non è noto se {\displaystyle L(n)} cambi segno infinite volte. Inoltre, definendo
{\displaystyle M(n)=\sum _{k=1}^{n}{\frac {\lambda (k)}{k}}}
si congetturava che {\displaystyle M(n)\geq 0} per {\displaystyle n} sufficientemente grande (questa congettura è a volte attribuita impropriamente a Pál Turán). Ciò fu confutato da Haselgrove nel 1958, che dimostrò che {\displaystyle M(n)} assume valori negativi un numero infinito di volte. La conferma di questa congettura avrebbe condotto a una dimostrazione dell'ipotesi di Riemann, come è stato mostrato da Pál Turán.